# Diceratella alata
Diceratella alata är en korsblommig växtart som beskrevs av Bengt Edvard Jonsell och Moggi. Diceratella alata ingår i släktet Diceratella och familjen korsblommiga växter. Inga underarter finns listade i Catalogue of Life.